# ألان براون (لاعب كرة قدم)
ألان براون (بالإنجليزية: Alan Brown)‏ (26 أغسطس 1914 في المملكة المتحدة - 8 مارس 1996 في المملكة المتحدة) هو مدرب كرة قدم ولاعب كرة قدم بريطاني (وحمل سابقاً جنسية المملكة المتحدة لبريطانيا العظمى وأيرلندا) في مركز الدفاع. لعب مع نادي بيرنلي ونوتس كاونتي وهدرسفيلد تاون.

## وصلات خارجية
- ألان براون على موقع قاعدة بيانات كرة القدم.إي يو (الإنجليزية)
- ألان براون على موقع Soccerbase.com (مدرب) (الإنجليزية)